# خوددلسوزی
خوددلسوزی (به انگلیسی: Self-compassion) تعمیم احساس دلسوزی به خود فرد در مواقع شکست، احساس نالایق بودن یا به‌طور کلی در رنج و سختی است. داشتن رفتار مهربانانه نسبت به خود در مواجهه با مشکلات شخصی، سلامت روانی را ارتقا می‌دهد. برای مثال، خودشفقتی بیشتر به سطح پایین‌تر افسردگی و اضطراب نسبت داده می‌شود خوددلسوزی یا خودشفقتی با حالات مثبت روان‌شناختی نظیر خوشبختی، خوش‌بینی، خردورزی، کنجکاوی و اکتشاف، ابتکار شخصی و هوش هیجانی ارتباط مستقیم دارند. شفقت به خود به معنای پذیرش و حمایت از خود در زمان‌های دشوار است که می‌تواند به تقویت تاب آوری کمک کند. افرادی که شفقت بیشتری به خود دارند، معمولاً بهتر می‌توانند با چالش‌ها و ناکامی‌ها مواجه شوند و این امر موجب افزایش عزت نفس آن‌ها می‌شود. تاب آوری به افراد این امکان را می‌دهد که از تجربیات منفی یاد بگیرند و به رشد شخصی ادامه دهند، که در نهایت منجر به تقویت عزت نفس و حس ارزشمندی می‌شود.
کریستین نف خوددلسوزی را متشکل از سه مؤلفه اصلی می‌داند: مهربانی به خود، انسانیت مشترک و ذهن‌آگاهی.
- مهربانی با خود: خوددلسوزی مستلزم محبت نسبت به خود در هنگام مواجهه با درد و کاستی به جای نادیده گرفتن آن یا ناراحت کردن خویش با انتقاد از خود است.
- انسانیت مشترک: خوددلسوزی همچنین شامل پذیرش این موضوع است که درد و رنج و شکست بخشی از تجربه مشترک انسانی است.
- ذهن‌آگاهی: خوددلسوزی نیازمند در نظر گرفتن یک رویکرد متعادل به احساسات منفی است به طوری که احساسات نه سرکوب و نه بزرگنمایی شوند. افکار منفی و احساسات بدون هیچ مانعی توسط تفکر آگاه درک می‌شوند. ذهن آگاهی یا حضور در لحظه، یک حالت ذهنی پذیرا بدون جانبداری یا قضاوت است که در آن فرد، افکار و احساسات خود را همان‌گونه که هست، بدون سرکوب یا انکار آن درک می‌کند.[۳] به عبارت دیگر، ذهن‌آگاهی نیازمند آن است که فرد هویت خود را بیش از اندازه در گروی یک پدیده ذهنی یا عاطفی نبیند و خود را با واکنش‌های مقابله جویانه نرنجاند.[۴] این نوع از پاسخ، مستلزم تمرکز دقیق و بازبینی احساسات منفی است.[۵]